# 徐湘平
徐湘平（1961年1月—），中华人民共和国政治人物，籍贯湖南浏阳人，湖南省委党校客座教授。曾任湖南省商务厅長、湖南省人民政府参事等职务。

## 生平
历任中國共產主義青年團浏阳县委干事、副书记、书记；浏阳县计生委主任，中共浏阳市大瑶区委书记，中共浏阳市委常委、常务副市长，中共浏阳市委副书记、副市长、代市长；中共宁乡县委副书记、副县长、代县长、县长、县委书记；长沙市副市长、中共长沙市委常委等职。2008年11月任湖南省发展和改革委员会党组成员，次年1月任副主任，兼省长株潭城市群全国资源节约型和环境友好型社会建设综合配套改革试验区领导协调委员会办公室（简称省长株潭两型办）常务副主任。2011年1月，任湖南省发改委党组成员、副主任，兼长株潭两型办主任。2011年6月，任湖南省发改委党组成员、副主任，兼中共湖南省长株潭试验区工委副书记、长株潭两型办主任。2013年12月，任湖南省商务厅党组书记、厅长。
2021年3月，不再担任湖南省商务厅厅长，同年7月30日，徐湘平被湖南省政府聘任为政府参事，聘期至2024年1月。